# Chindrieux
Chindrieux is een gemeente in het Franse departement Savoie (regio Auvergne-Rhône-Alpes). De plaats maakt deel uit van het arrondissement Chambéry. In de gemeente ligt spoorwegstation Chindrieux. Chindrieux telde op 1 januari 2022 1.488 inwoners.

## Geografie
De oppervlakte van Chindrieux bedroeg op 1 januari 2022 16,42 vierkante kilometer; de bevolkingsdichtheid was toen 90,6 inwoners per km².

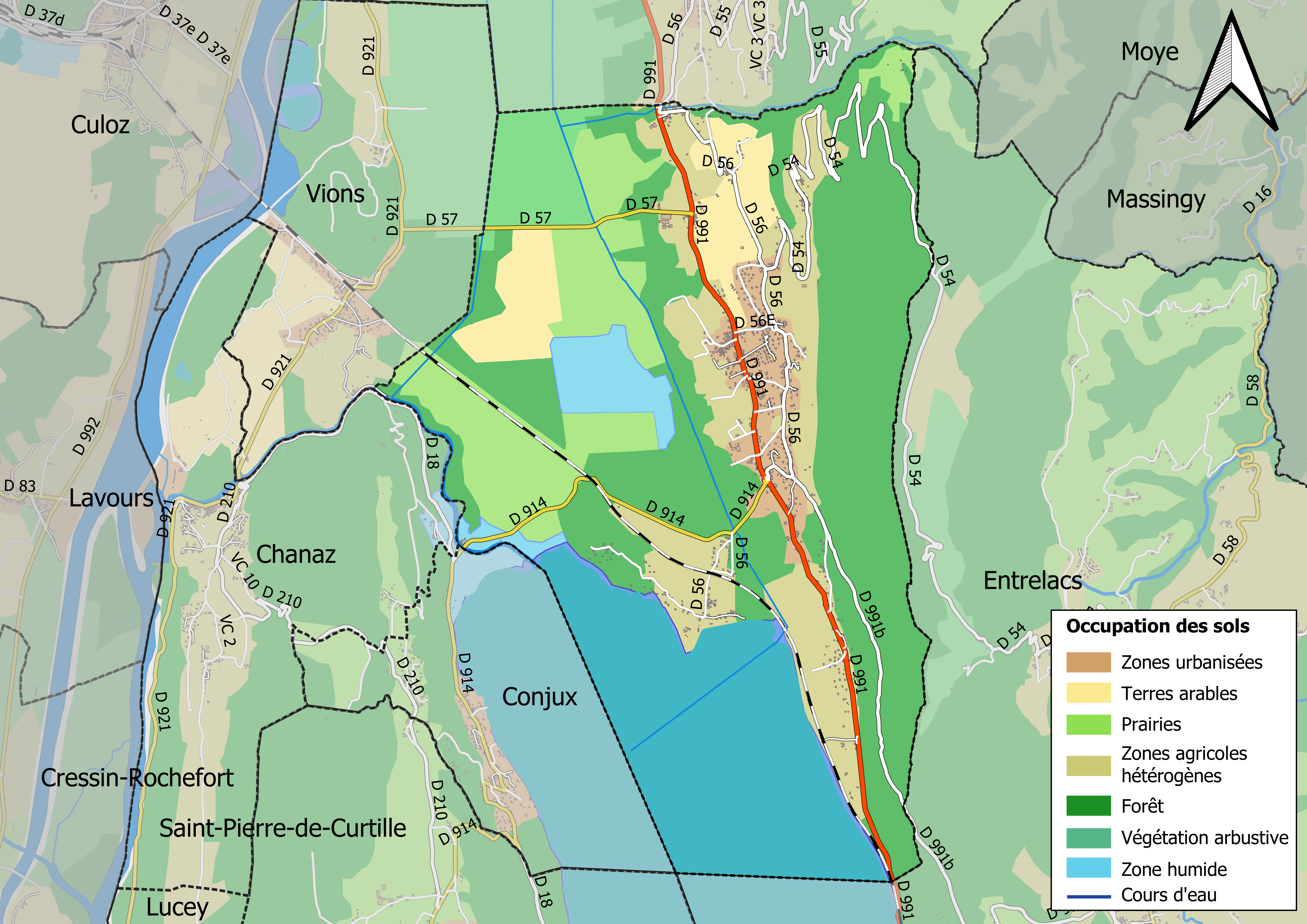
Kaart van de gemeente met de belangrijkste infrastructuur, bodemgebruik en omliggende gemeenten

## Demografie
Onderstaande figuur toont het verloop van het inwonertal (bron: INSEE-tellingen).